# Багратион-Мухранский, Георгий Александрович
Георгий Александрович Багратион-Мухранский (груз. გიორგი ალექსანდრეს ძე ბაგრატიონ-მუხრანელი; 16 июля 1884 — 29 сентября 1957) — князь, представитель Багратион-Мухранских, младшей ветви грузинской царской династии Багратионов, претендент на грузинский престол.

## Биография
Князь Георгий родился в Санкт-Петербурге. Единственный сын генерал-лейтенанта русской армии, князя Александра Ираклиевича Багратион-Мухранского (1853—1918), и княгини Марии Дмитриевны (урожденной Головачевой). Он получил образование в Пажеском корпусе.
В 1908 году князь Георгий Багратион-Мухранский женился на польской дворянке Елене Сигизмундовне Злотницкой (1886—1976), матерью которой была княжна Мариам Эристави-Ксанская, дальний потомок царя Грузии Ираклия II, а дедом — черниговский вице-губернатор Дмитрий Антонович Злотницкий.
В 1916—1917 годах Георгий Багратион-Мухранский был предводителем дворянского совета в Душети (Грузия). После революции в России в 1917 году он приветствовал создание независимой Грузии и воевал против большевиков во время Гражданской войны. Георгий предпочел остаться в Грузии в 1921 году, а его жена и дети отправились в эмиграцию.
В 1930 году князь Георгий Багратион-Мухранский был арестован советскими властями, но вскоре освобожден благодаря усилиям русского писателя Максима Горького. Георгий Багратион-Мухранский покинул СССР и воссоединился со своей семьей в Европе. В конце концов он поселился в 1944 году в Испании, где его сын Ираклий энергично участвовал в политической жизни грузинской эмиграции.
Одна из его дочерей, Леонида Георгиевна (1914—2010), в 1948 году вышла замуж за великого князя Владимира Кирилловича Романова (1917—1992), претендента на российский царский престол. Другая дочь, Мария Георгиевна (1911—1992), вернулась в Советскую Грузию, но была арестована в 1948 году и провела 8 лет в ссылке на Магадане. Она умерла в Тбилиси в 1992 году.
Князь Георгий Багратион-Мухранский скончался в Мадриде в 1957 году в возрасте 73 лет. Его останки были возвращены в Грузию его внуком, Георгием Ираклиевичем Багратионом, в 1995 году и погребены в кафедральном патриаршем храме Мцхеты.